# ワンダフルライフ (バラエティー番組)
『ワンダフルライフ』は、フジテレビ系列で2014年4月20日から9月14日まで毎週日曜日 21:00 - 21:54（JST）に放送されていた、インタビュー・ドキュメンタリー番組。全21回放送。

## 概要
毎回、各界を代表するゲストを一人（組）招き、そのゲスト当人へのスタジオでのインタビュー、ゲストの周辺人物（友人やライバルなど）の証言やドキュメンタリーを通して、ゲストの人生観、人柄を探り出す。初回の視聴率は10.5%で2回目の視聴率は3.3%。8回目の6月8日の視聴率は過去最低の2.1%だった。
その後も3%を記録するなど、視聴率が低迷したため、2014年9月14日を以て終了。最終回ではラスト、番組テーマ曲「静かな伝説」を歌った竹内まりやからの手紙をインタビュアーが読んで、番組を締め括った。
なお、同局で2004年4月から6月まで放送されていた同名のテレビドラマとは無関係である。

## 出演者

### インタビュアー（MC）
- リリー・フランキー（マルチタレント）
- 山岸舞彩（タレント、テレビキャスター）

両名ともフジテレビ系列のゴールデンタイム番組初レギュラー出演、かつ初主演（山岸はフジテレビ系列そのものの初レギュラー）でもある。

## 放送リスト
| 回                                             | 放送日         | ゲスト                      | 職業                        | 備考                                  | 視聴率 |
| ---------------------------------------------- | -------------- | --------------------------- | --------------------------- | ------------------------------------- | ------ |
| 1                                              | 2014年 4月20日 | 佐藤信夫                    | フィギュアスケートコーチ    | 初回 （証言者）浅田真央、中野友加里他 | 10.5%  |
| 2                                              | 4月27日        | 守田満                      | 陸上競技選手                |                                       | 3.3%   |
| 3                                              | 5月4日         | 大塚範一                    | ニュースキャスター          |                                       | 5.5%   |
| 4                                              | 5月11日        | 天野篤                      | 心臓外科医                  |                                       | 7.0%   |
| 5                                              | 5月18日        | 三浦雄一郎                  | プロスキーヤー              |                                       | 3.4%   |
| 6                                              | 5月25日        | 石川さゆり                  | 歌手                        | （証言者）椎名林檎                    | 4.3%   |
| 7                                              | 6月1日         | 髙橋真梨子                  | 歌手                        | （証言者）つるの剛士、谷村新司他      | 6.1%   |
| 8                                              | 6月8日         | 木村大作                    | 映画監督・カメラマン        |                                       | 2.1%   |
| 9                                              | 6月15日        | 白鵬                        | 第69代横綱                  |                                       | 6.4%   |
| 10                                             | 6月22日        | 阿川佐和子                  | エッセイスト                |                                       | 7.7%   |
| 11                                             | 6月29日        | 市村正親                    | 俳優                        |                                       | 6.1%   |
| （7月6日は『run for money 逃走中』のため休止） |                |                             |                             |                                       |        |
| 12                                             | 7月13日        | 長渕剛                      | 歌手                        |                                       | 4.4%   |
| 13                                             | 7月20日        | ラモス瑠偉                  | サッカー指導者              |                                       | 3.9%   |
| 14                                             | 7月27日        | 泉ピン子                    | 女優                        |                                       | 9.9%   |
| 15                                             | 8月3日         | 野口聡一                    | 宇宙飛行士                  |                                       | 4.3%   |
| 16                                             | 8月10日        | 野田秀樹                    | 俳優                        |                                       | 3.3%   |
| 17                                             | 8月17日        | EXILE HIRO                  | ダンサー                    |                                       | 7.1%   |
| 18                                             | 8月24日        | 滝川クリステル              | ニュースキャスター          | 21:10 - 22:04に放送                   | 3.8%   |
| 19                                             | 8月31日        | （特集 人生を映し出す言葉） | （特集 人生を映し出す言葉） | 総集編                                | 3.6%   |
| 20                                             | 9月7日         | 四代目市川猿之助            | 俳優                        |                                       | 4.6%   |
| 21                                             | 9月14日        | 黒柳徹子                    | 女優                        | 最終回                                | 4.7%   |

### ナレーション
- 山野井仁
- 武田華

## スタッフ
- 編成企画：大辻健一郎・田中孝明→中村百合子・清水麻利子（共にフジテレビ）
- 協力プロデュース：夏野亮・黒木彰一・濱野貴敏（3人共フジテレビ）、日枝広道（電通）
- 広報：鈴木良子（フジテレビ）
- 広告宣伝：末松千鶴（フジテレビ）
- キャスティング協力：近藤憲彦・高木健太郎・中野友加里（3人共フジテレビ、近藤〜中野→#1のみ）
- 構成：田中到、小笠原英樹、梅村真也 / 川崎良、大野ケイスケ
- TP：高瀬義美
- SW：高田治
- CAM：矢代祐一
- 音声：小清水健治
- VE：山下悠介
- LD：谷口明美
- 美術プロデューサー：本田邦宏
- デザイン：棈木陽次（フジテレビ）
- 美術進行：林政之
- 大道具：浅見大
- 大道具操作：生方正人
- 装飾：小林裕理子
- アートフレーム：田中裕司
- アクリル装飾：村田誠司
- 電飾：西山邦章
- モニター：中島一博
- メイク：角本彩香
- CG：富士川祐輔（フジテレビ）、三谷晋平
- 音響効果：戸田哲慈郎、高島慎太郎
- 編集：本間貢、小山雄一郎
- MA：高橋昭雄
- TK：田村結
- リサーチ：神山敏博、スコープ、テレサーチ、ワンバイワンプラス
- ロケ技術：禮、阿吽、649.C、EYEZEN、スパイラルビジョン、ITS
- 技術協力：ニユーテレス、インターナショナルクリエイティブ、ヌーベルバーグ
- 美術協力：フジアール、チトセアート、ファイバーワークス、エスケイシステム、ヤマモリ、コマデン
- AP：小林有衣子、阿見たか子
- 監修：上西浩之
- ディレクター：高橋愛子、佐藤忠、河合希絵、長島翔、中野貴博、加賀佐知子
- 総合演出：大橋圭史
- プロデューサー：柴田裕正
- 企画制作：フジテレビ
- 制作著作：EAST ENTERTAINMENT

## ネット局と放送時間
| 放送対象地域   | 放送局             | 系列                          | 放送曜日・放送時間 | 備考       |
| -------------- | ------------------ | ----------------------------- | ------------------ | ---------- |
| 関東広域圏     | フジテレビ         | フジテレビ系列                | 日曜 21:00 - 21:54 | 制作局     |
| 北海道         | 北海道文化放送     | フジテレビ系列                | 日曜 21:00 - 21:54 | 同時ネット |
| 岩手県         | 岩手めんこいテレビ | フジテレビ系列                | 日曜 21:00 - 21:54 | 同時ネット |
| 宮城県         | 仙台放送           | フジテレビ系列                | 日曜 21:00 - 21:54 | 同時ネット |
| 秋田県         | 秋田テレビ         | フジテレビ系列                | 日曜 21:00 - 21:54 | 同時ネット |
| 山形県         | さくらんぼテレビ   | フジテレビ系列                | 日曜 21:00 - 21:54 | 同時ネット |
| 福島県         | 福島テレビ         | フジテレビ系列                | 日曜 21:00 - 21:54 | 同時ネット |
| 新潟県         | 新潟総合テレビ     | フジテレビ系列                | 日曜 21:00 - 21:54 | 同時ネット |
| 長野県         | 長野放送           | フジテレビ系列                | 日曜 21:00 - 21:54 | 同時ネット |
| 静岡県         | テレビ静岡         | フジテレビ系列                | 日曜 21:00 - 21:54 | 同時ネット |
| 富山県         | 富山テレビ         | フジテレビ系列                | 日曜 21:00 - 21:54 | 同時ネット |
| 石川県         | 石川テレビ         | フジテレビ系列                | 日曜 21:00 - 21:54 | 同時ネット |
| 福井県         | 福井テレビ         | フジテレビ系列                | 日曜 21:00 - 21:54 | 同時ネット |
| 中京広域圏     | 東海テレビ         | フジテレビ系列                | 日曜 21:00 - 21:54 | 同時ネット |
| 近畿広域圏     | 関西テレビ         | フジテレビ系列                | 日曜 21:00 - 21:54 | 同時ネット |
| 島根県・鳥取県 | 山陰中央テレビ     | フジテレビ系列                | 日曜 21:00 - 21:54 | 同時ネット |
| 岡山県・香川県 | 岡山放送           | フジテレビ系列                | 日曜 21:00 - 21:54 | 同時ネット |
| 広島県         | テレビ新広島       | フジテレビ系列                | 日曜 21:00 - 21:54 | 同時ネット |
| 愛媛県         | テレビ愛媛         | フジテレビ系列                | 日曜 21:00 - 21:54 | 同時ネット |
| 高知県         | 高知さんさんテレビ | フジテレビ系列                | 日曜 21:00 - 21:54 | 同時ネット |
| 福岡県         | テレビ西日本       | フジテレビ系列                | 日曜 21:00 - 21:54 | 同時ネット |
| 佐賀県         | サガテレビ         | フジテレビ系列                | 日曜 21:00 - 21:54 | 同時ネット |
| 長崎県         | テレビ長崎         | フジテレビ系列                | 日曜 21:00 - 21:54 | 同時ネット |
| 熊本県         | テレビくまもと     | フジテレビ系列                | 日曜 21:00 - 21:54 | 同時ネット |
| 鹿児島県       | 鹿児島テレビ       | フジテレビ系列                | 日曜 21:00 - 21:54 | 同時ネット |
| 沖縄県         | 沖縄テレビ         | フジテレビ系列                | 日曜 21:00 - 21:54 | 同時ネット |
| 大分県         | テレビ大分         | 日本テレビ系列 フジテレビ系列 | 水曜 14:00 - 14:56 | 3日遅れ    |